# Dalila Maschino
Dalila Zeghar, née en 1951 et devenue par mariage Dalila Maschino, est une professeure d'Université,  chercheuse en littérature comparée et en études féministes, et femme de lettres franco-algérienne.
Son histoire personnelle a été mise sous le feu des projecteurs lors de son enlèvement à Montréal orchestré en 1978 par son frère Messaoud Zeghar et ses hommes de main, qui désapprouvait son mariage, son choix de carrière universitaire et sa volonté de vivre librement. Cette affaire suscita une importante mobilisation internationale.

## Contexte
Messaoud Zeghar est un des hommes forts du régime de Houari Boumediène, qui a renversé Ahmed Ben Bella. Il est donc aussi le chef de sa famille ; ses sœurs sont très courtisées et l'homme d'affaires refuse plusieurs fois la main de celles-ci à des ministres.
En 1974, l'une de ses sœurs, Dalila, rencontre à l'université d'Alger un franco-algérien, Denis Maschino,, qui a le même âge qu'elle et qui étudie l'économie. Il est le fils de Maurice Maschino et de Fadéla M'Rabet, proches d'Ahmed Ben Bella et qui ont dû quitter l'Algérie.
En septembre 1974, Messaoud Zeghar, qui refuse cette union, annonce à sa sœur Dalila qu'elle sera mariée au printemps suivant à un homme qu'il a choisi, mariage dont elle ne veut pas.
En février 1975, sous couvert de raison de santé, elle part en Suisse, accompagnée par un chauffeur-garde du corps. De là, Dalila Zeghar s'enfuit à Paris, où elle épouse Denis Maschino le 10 mars 1975. Les services algériens étant bien implantés en France, le couple sollicite l'aide de Jean-François Lépine pour émigrer au Canada : ils s'installent en août à Montréal, où ils poursuivent leurs études, à l'université Concordia et à l'université McGill.

## Enlèvement
À plusieurs reprises entre décembre 1976 et le printemps 1978, Messaoud Zeghar ou des envoyés de la famille se rendent à Montréal pour faire pression sur elle ; ils sont éconduits les uns après les autres. Denis et Dalila Maschino demandent la citoyenneté canadienne.
Dans la nuit du 24 au 25 avril 1978, Dalila Maschino est enlevée par son frère à Montréal. Elle est conduite inanimée dans une chaise roulante à l'aéroport de Dorval et embarquée dans un DC8 affrété spécialement par Messaoud Zeghar, avec un passeport émis le 13 mars précédent par l'État algérien.
D'après les services secrets américains (dans un câble révélé par Wikileaks), Messaoud Zeghar leur a affirmé que Dalila s'est mariée avec Denis Maschino pour sauver sa réputation, celui-ci la faisant chanter avec des photos compromettantes ; elle est donc revenue de son plein gré, ayant été battue et droguée par son mari. Il le dénonce comme un trafiquant de drogue et le fils d'un communiste. Les Américains prennent toutes ces affirmations avec circonspection. Celles-ci s'avèrent d'ailleurs, après enquête, totalement fausses.

## Mobilisation internationale
Le 4 juin, un premier article paraît dans la presse canadienne. L'opinion publique se passionne pour l'affaire, d'abord au Canada, puis à l'international. Le lendemain, un journaliste arrive à la joindre au téléphone : elle lui confirme avoir été enlevée contre son gré. Le 19 juin, une pétition est lancée, les mouvements féministes du Québec organisant une importante mobilisation pour que Pierre Eliott Trudeau et son gouvernement interviennent. Le 30 juin, le gouvernement canadien demande officiellement le retour de Dalila Maschino, et envoie en juillet un émissaire spécial en Algérie.
La pétition finit par mobiliser Jean-Paul Sartre, Simone de Beauvoir, Michel Foucault et le général de la Bollardière. En Algérie, les journaux internationaux mentionnant l'affaire (Le Nouvel Observateur en fait sa Une) sont censurés,.
Denis Maschino n'étant pas musulman, le mariage n'est pas reconnu par l'État algérien, et son frère souhaite toujours la marier, alors qu'elle est retenue à El Eulma, ville d'origine de la famille. Denis Maschino se convertit à l'islam, sous le nom de Dalil,, souhaitant diminuer la pression médiatique. Un an plus tard, Pierre Nadeau rencontre Dalila à Los Angeles : elle lui affirme être partie de son plein gré et s'être remariée avec Alloua Cheniguel, un professeur d'allemand. Début mars 1981, Dalila Maschino parvient à s'échapper lors d'un voyage et téléphone à Denis Maschino. Dès leur arrivée à Montréal, la police les place sous protection,. Ils se séparent des années plus tard. Danielle Proulx raconte en 1994 :

« Cette mystérieuse histoire a passionné l'opinion à la fin des années 70 : voilà une jeune Algérienne de confession musulmane, établie à Montréal et mariée à un incroyant, que son clan aurait ramenée contre son gré dans le sérail. L'affaire prend d'énormes proportions, va de rebondissement en rebondissement, frôle l'incident diplomatique et alimente la chronique trois ans durant avant de se terminer en happy end. De nombreuses questions ont été soulevées au long de ces péripéties, elles n'ont pas toutes été résolues »

## Après l'affaire: l'engagement intellectuel
Depuis, Dalila et Denis, ainsi que les familles qu'ils ont respectivement fondées, restent très liés. Dalila Zeghar, ayant repris son nom de famille de jeune fille, a poursuivi une carrière universitaire engagée depuis les années 1980, partageant son temps entre l'Algérie et la France. Son histoire personnelle a beaucoup orienté son travail de recherche, et l'a poussée à s'intéresser à la place des mouvements féministes africains, européens et afro-américains dans la littérature. Ses années d'enseignement à l'université, son engagement pour les valeurs de liberté et de tolérance qu'elle défend publiquement, même durant les années les plus sombres de la décennie noire algérienne, lui ont valu une grande popularité auprès de ses élèves, qui lui attribuent en 2015 le prestigieux « Student Certificate of Appreciation ».